# Captació de fons

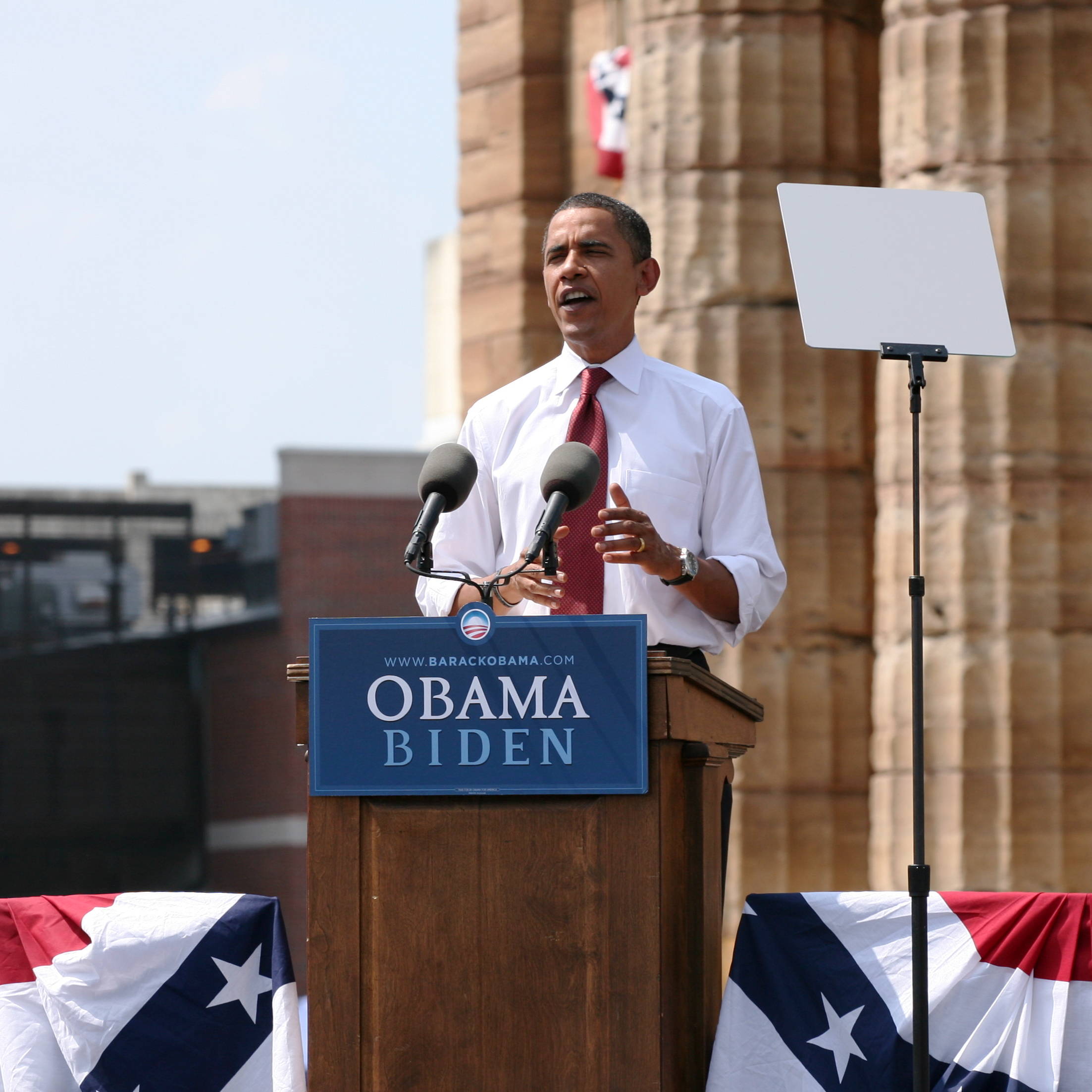
L'equip de la campanya electoral del president Barack Obama va obtindre un rècord de captació de fons en les eleccions presidencials dels Estats Units del 2008 basant-se en grassroots fundraising.

La captació de fons és un procés per aconseguir fons, mitjançant la sol·licitud de donacions de particulars, d'alguna empresa, fundació benèfica, o agència governamental. Tot i que la captació de fons normalment es refereix als esforços per reunir fons per a organitzacions sense ànim de lucre, de vegades és utilitzat per referir-se a la identificació i sol·licitud dels inversors o altres mitjans de capital d'empreses amb finalitat de lucre, com per exemple els bancs en les seves campanyes.

## Organitzacions sense ànim de lucre
La captació de fons  és una manera significativa amb la qual les organitzacions sense ànim de lucre poden obtenir els diners per les seves causes. Aquestes causes poden implicar una molt àmplia gamma de temàtiques, tant religioses com grups filantròpics, organitzacions de recerca, entitats públiques, i certes campanyes polítiques (per exemple grassroots fundraising). Alguns exemples d'organitzacions benèfiques inclouen: beques d'estudiants premiats per mèrits esportius o per assoliments acadèmics, qüestions de caràcter humanitari, socors en casos de desastre, defensa dels drets humans, beques per investigació, etc.
En els últims anys Internet s'ha convertit en un canal molt efectiu per a la captació de fons en línia.